# Burns Harbor
Burns Harbor è un comune degli Stati Uniti d'America, situato nello Stato dell'Indiana, nella contea di Porter.